# Однополые браки в Люксембурге
Однополые браки в Люксембурге были легализованы 18 июня 2014 года. Закон вступил в силу 1 января 2015 года. Ранее, с ноября 2004 года однополые пары (наряду с разнополыми) получили возможность заключения зарегистрированных гражданских партнёрств.

## Гражданские партнёрства
Закон о зарегистрированных партнёрствах (фр. partenariat enregistré, нем. eingetragene Partnerschaft), доступных как для однополых, так и для разнополых пар, был принят парламентом Люксембурга в июле 2004 года и вступил в силу 1 ноября 2004 года. Пары, вступившие в партнёрство, имеют некоторые права в областях социального обеспечения и налоговых льгот, но меньшие по сравнению с парами, состоящими в браке. Они также не имеют права на совместное усыновление детей.

## Однополый брак

### История легализации
Правящая Христианско-социальная народная партия была до 2009 года настроена против однополых браков, несмотря на то, что премьер-министр, принадлежащий к этой же партии, высказывался в их поддержку. В июле 2007 года законопроект об однополых браках был отклонён парламентом (22 голоса за и 38 — против). Его поддержали Демократическая партия, Люксембургская социалистическая рабочая партия, Партия зелёных и «Левые».
В июле 2009 года правительство Люксембурга, возглавляемое Жан-Клодом Юнкером, провозгласило намерение легализовать однополые браки. Во время дебатов 19 января 2009 года министр юстиции Франсуа Бильтген заявил, что составление закона об однополых браках (за исключением некоторых моментов с усыновлением) будет завершено до летних парламентских каникул. 9 июля 2010 года правительство приняло законопроект; 10 августа он был представлен на рассмотрение парламенту.
В мае 2012 года законопроект был переписан, а голосование по нему перенесено на срок не ранее 2013 года. 27 ноября 2012 года Государственный совет вынес законопроекту отрицательную оценку, но попросил Парламент открыть по нему дебаты, если тот решит провести по нему голосование. Некоторые члены Совета высказали своё мнение в поддержку законопроекта.
18 июня 2014 года парламент Люксембурга 56 голосами против 4 принял законопроект, уравнивающий однополые пары с разнополыми в брачных правах. Однополые пары получили в том числе и право на усыновление детей. Закон вступил в силу 1 января 2015 года.

### Усыновление однополыми парами
6 февраля 2013 года юридический комитет Палаты депутатов принял постановление в пользу мер, предоставляющих возможность заключения однополых браков. 20 февраля комитет поддержал право однополых пар на т. н. простое (частичное) усыновление, при котором у биологической семьи остаются некоторые права на ребёнка. 20 марта комитет подтвердил свою позицию. Однако Государственный совет воспротивился этому проекту, так как право на полное усыновление оставалось лишь у разнополых пар, и 19 июня 2013 года комитет заявил о своё намерении поддержать право гомосексуалов на полное усыновление.

### Общественное мнение
Уровень общественной поддержки однополых браков в Люксембурге относительно высок (58 % жителей на 2006 год, 83 % на 2013 год, причём 55 % также за усыновление однополыми парами).

### Статистика
Более 130 пар поженились в первый год после вступления в силу закона об однополом браке. Среди них были премьер-министр Люксембурга Ксавье Беттель и его партнёр Готье Дестне.
| Год  | Мужские пары | Женские пары |
| ---- | ------------ | ------------ |
| 2015 | 90           | 49           |
| 2016 | 40           | 25           |
| 2017 | 23           | 19           |
| 2018 | 31           | 17           |